# Christian Mangen

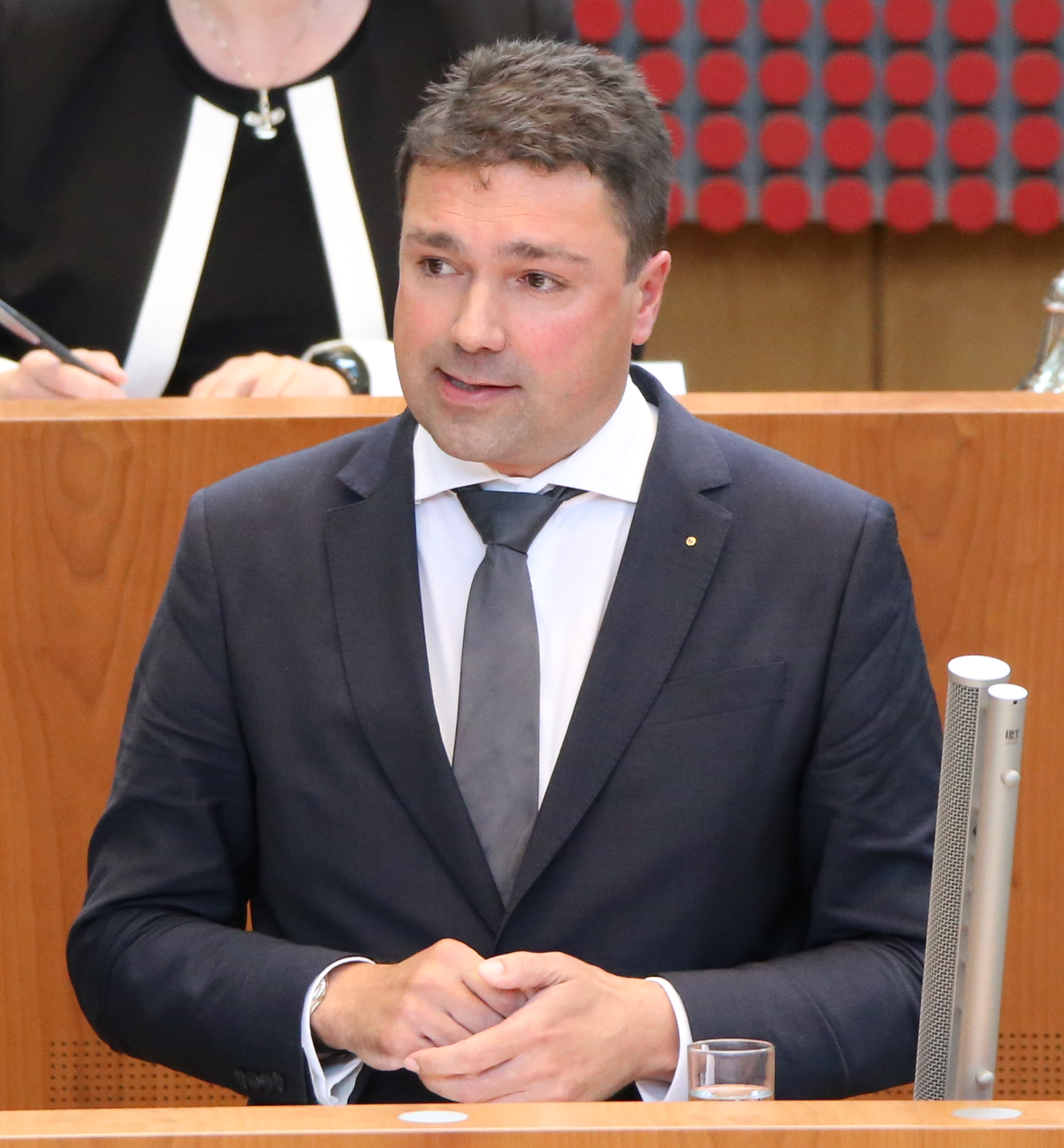
Mangen bei einer Plenarrede 2017

Christian Mangen (* 10. Januar 1972 in Mülheim an der Ruhr) ist ein deutscher Rechtsanwalt und Politiker (FDP). Er war von 2017 bis 2022 Abgeordneter im Landtag Nordrhein-Westfalen.

## Biografie
Christian Mangen wurde am 10. Januar 1972 in Mülheim an der Ruhr geboren. Beide Eltern sind Mitglied der FDP, der Vater, Betriebsleiter bei Mannesmann, hatte ein Mandat im Rat der Stadt Mülheim. Dort besuchte Christian Mangen die Grundschule an der Hölterstraße und anschließend die Otto-Pankok-Schule mit Abitur 1991. Danach studierte er an den Universitäten Bielefeld, Cambridge, Düsseldorf und Speyer Rechts- und Wirtschaftswissenschaften. Zunächst arbeitete er 1996 bis zum Konkurs im gleichen Jahr als Assistent bei der Bremer Vulkan, später kurzzeitig bei der Anwalts-Sozietät, die den Vorstandsvorsitzenden der Vulkan in einem Strafverfahren vertrat. Er wechselte dann nach Oberhausen in eine Anwaltskanzlei.
Später arbeitete er in Mülheim als selbstständiger Rechtsanwalt und unterhält mit seinen Partnern weitere anwaltliche Büros in Duisburg und Krefeld. Zudem war er Mitglied im Verwaltungsrat der Sparkasse Mülheim an der Ruhr und Mitglied im Aufsichtsrat der Abfallentsorgungsgesellschaft Ruhrgebiet mbH. Bis 2019 war Mangen Mitglied des Aufsichtsrats der SWB Service-Wohnungsvermietungs- und -baugesellschaft mbH.
Christian Mangen ist verheiratet und seit August 2022 Vater einer Tochter.

## Partei und Politik
1993 trat Mangen in die FDP Mülheim an der Ruhr ein. Seit 2010 bis 2024 war er dort Kreisvorsitzender und amtierte seit 2012 als stellvertretender Bezirksvorsitzender der FDP Ruhr. Dem Landesvorstand der FDP gehörte er als kooptiertes Mitglied seit 2014 an.
Mangen war von 2009 bis 2018 Mitglied im Rat der Stadt Mülheim. Im Jahr 2009 kandidierte er für das Amt des Oberbürgermeisters in Mülheim. Von 2014 bis 2020 war er außerdem Mitglied in der Verbandsversammlung im Regionalverband Ruhr.
Mangen kandidierte in den Jahren 2005, 2012 und 2017 als Direktkandidat erfolglos bei der Landtagswahl im Wahlkreis 64 – Mülheim I. Bei der Landtagswahl in Nordrhein-Westfalen 2017 erhielt er ein Mandat über die Landesliste seiner Partei. Er gehörte als ordentliches Mitglied dem Haushaltskontroll-, dem Rechts- und dem Innenausschuss an. In ersteren beiden war er Sprecher der FDP-Fraktion. Außerdem war Mangen Mitglied des Parlamentarischen Untersuchungsausschusses II (PUA II), Hackerangriff/Stabsstelle Umweltkriminalität. Ferner war er stellvertretendes Mitglied des Ausschusses für Umwelt, Landwirtschaft, Natur und Verbraucherschutz, des Petitionsausschusses, des Wahlprüfungsausschusses und des Untersuchungsausschusses I zum Fall Amri. Mangen war Mitglied der 17. Bundesversammlung. Nach der Landtagswahl 2022 schied er aus dem Landtag aus.
Am 30. April 2025 wurde bekannt, dass Mangen zur Bürgermeisterwahl 2025 in Bocholt als gemeinsamer Kandidat von SPD, Stadtpartei und FDP antritt.

## Ehrenamt
Neben der Politik ist Mangen Mitglied der Marinekameradschaft „Kormoran“ e. V. in Mülheim an der Ruhr. Des Weiteren ist er Mitglied des Lions Club Rhein-Issel und bei den Düsseldorfer Jonges.